# Říčany (Morávia do Sul)
Říčany é uma comuna checa localizada na região de Morávia do Sul, distrito de Brno-Venkov.